# Operatie Barker
Operatie Barker was de codenaam voor een SAS-operatie in het Franse departement Saône-et-Loire.

## Geschiedenis
De SAS dropte in augustus 1944 zevenentwintig man van het 3e Franse Parachutistenbataljon in Saône-et-Loire. De manschappen hadden als taak meegekregen het ontregelen van het troepenvervoer naar het noorden, waar twee weken eerder Operatie Cobra, de uitbraak van het Normandisch bruggenhoofd, van start was gegaan. De Duitsers hadden aldaar flinke versterkingen nodig en deze moesten vanuit Midden- en Zuid-Frankrijk komen. De eenheid was belast met de taak dat het de oprukkende Duitse troepen zo veel mogelijk vertraging moest bezorgen. Het deed dit door het constant aanvallen van de Duitsers. 
Daarnaast hadden ze de opdracht het coördineren en leidden van verzetsacties, omdat de geallieerden vanwege de slechte organisatie van het Franse verzet af en toe vertraging opliepen.